# Lindötunneln
Lindötunneln är en vägtunnel längs Ekerövägen (Länsväg 261) i Ekerö kommun. Lindötunneln leder genom en klippa på östra sidan av Lindö, den är 178 meter lång och invigdes 1994. 
Tidigare gick vägsträckningen genom en par skarpa och trånga kurvor mellan Tillflykten och Lindö Lada och sedan utmed skogsbrynet i en smal allé fram till Malmvik. Genom tillkomsten av Lindötunneln samtidigt som avsnittet från Lindö Lada till Malmvik flyttades ut på åkern där det fanns utrymme för en bredare väg kunde antal trafikolyckor sänkas och bilköerna i rusningstrafik sänkas.
Enligt Trafikverket kommer ytterligare ett tunnelrör att byggas som en del i förbättringarna kring Förbifart Stockholm